# 松尾聿正
松尾 聿正（まつお のぶまさ、1941年 - ）は、日本の会計学者。関西大学大学院会計研究科教授。専攻は財務会計論。学位は、博士（商学）（関西大学）。

## 来歴
- 1941年、大阪府大阪市生まれ
- 1964年、関西大学商学部卒業
- 1967年、関西大学大学院商学研究科博士前期課程修了
- 1969年、関西大学商学部助手
- 1970年、関西大学大学院商学研究科博士後期課程修了
- 1972年、関西大学商学部専任講師
- 1975年、関西大学商学部助教授（現在の准教授）
- 1983年、関西大学商学部教授
- 1983年～1984年、米国カリフォルニア大学バークレー校在外研修
- 1992年、関西大学商学部長
- 1996年、関西大学大学院商学研究科長
- 1999年、関西大学経済・政治研究所所長
- 2006年、関西大学大学院会計研究科教授（現職）
- 2019年、瑞宝中綬章受章[1]

## 受賞学術賞
- 日本公認会計士協会学術賞（1992年）『会計ディスクロージャーの理論と実態』にて受賞

## 著書

### 単著
- 『会計理論の基礎構造』（同文舘、1982年）
- 『財務諸表の基礎と演習』（中央経済社、1989年）
- 『会計ディスクロージャーの理論と実態』（中央経済社、1990年）
- 『財務諸表の理論と演習［第2版］』（中央経済社、1996年）
- 『環境情報開示論―企業行動の環境影響に関するディスクロージャーを中心として―』（白桃書房、1999年）
- 『財務報告会計』（中央経済社、2003年）

### 編著
- 『アナリストから見た日本の会計制度改革』（関西大学出版部、1999年）
- 『アカウンティング―現代会計入門―』（同文舘、2000年）
- 『アカウンティング―現代会計入門―［改訂版］』（同文舘、2002年）

### 共同編著
- 『日本企業の会計実態―会計基準の国際化に向けて―』（柴健次と共編著）（白桃書房、1999年）
- 『新しい環境会計の実務はこうなる』（共著）（東京教育情報センター、1999年）

### 共同執筆
- 『改訂　簿記要説』（第2章、第11章）（国元書房、1975年）
- 『企業簿記システム』（第10章、第11章、第12章、第13章）（国元書房、1986年）
- 『現代財務会計の動向』（国元書房、1979年）
- 『地域環境問題と市民生活』（関西大学経済・政治研究所、1981年）
- 『研究開発費会計』（関西大学出版部、1982年）
- 『簿記要説（三訂版）』（国元書房、1983年）
- 『会社情報のディスクロージャー・社会関連情報の開示を中心として・』（白桃書房、1989年）
- 『社会関連情報のディスクロージャー』（白桃書房、1990年）
- 『社会関連会計の生成と発展』（白桃書房、1992年）
- 『企業簿記システム（改訂版）』（国元書房、1993年）
- 『環境会計の現状と課題』（同文舘、1995年）
- 『経済システム改革と会計制度』研究双書　第119冊（関西大学経済・政治研究所、2000年）
- 『持株会社と企業集団会計』（同文舘、2002年）